# 变态 (生物)

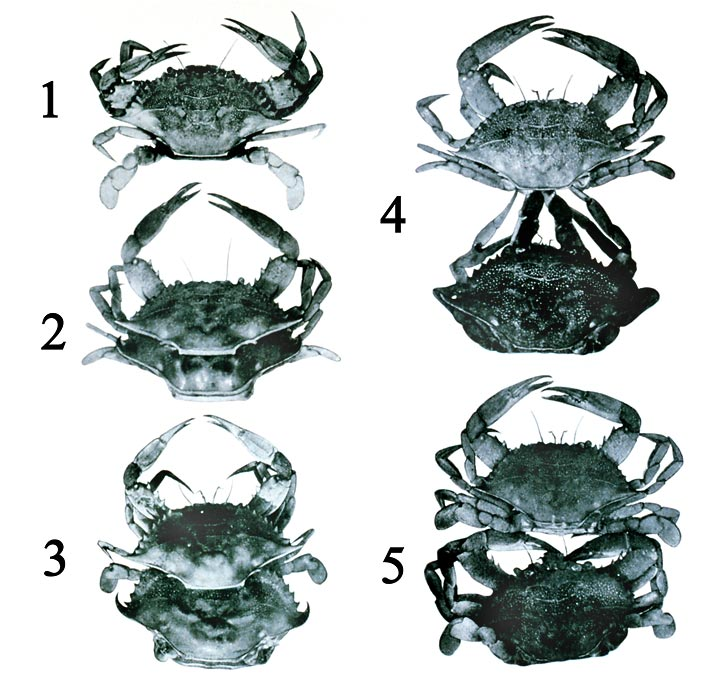
藍蟹的蛻皮。

蝌蚪的成長示意圖。

生物学上的变态（英文：Metamorphosis）又称蜕变、变形，是指一种生物在出生或者孵化后，通过细胞繁殖和分化，产生显著相对的形态或结构上的急剧变化的过程。一些昆虫、两栖动物、软体动物、甲壳动物、刺胞动物、棘皮动物、被囊动物会经历变态的过程，通常（但不是所有的）伴随着环境和行为的改变。
在科学上的这个词汇是专有的，并不包括普通的细胞增殖（例如青春期发育）。对哺乳动物来说使用变态是不準確的。根据威廉姆斯的说法，变态是在发育当中在分类上的改变。

## 詞源
變態：改變型態。來自《新唐書·藝文志一》：「歷代盛衰，文章與時高下。然其變態百出，不可窮極，何其多也。」
Metamorphosis：來自希臘語中的μεταμόρφωσις，意指外型改變。

## 外部連結
- Description of metamorphosis and its different forms
- Info on butterflies and butterfly metamorphosis（页面存档备份，存于）
- Info on insect hormones